# Langona bhutanica
Langona bhutanica  (лат.) — вид пауков семейства пауков-скакунов (Salticidae), который встречается в Бутане, Китае и на острове Анак Кракатау в Индонезии.
Голотип животного мужского пола хранится в музее естествознания в городе Базель, Швейцария.